# Alla fine ci sei tu
Alla fine ci sei tu (Then Came You) è un film del 2018 diretto da Peter Hutchings e interpretato da Asa Butterfield e Maisie Williams

## Trama
La vita di Calvin (un ragazzo ipocondriaco) viene stravolta quando incontra Skye un'adolescente che soffre di una malattia terminale. La sua nuova amica lo assume per aiutarla a completare la sua lista di cose da fare prima di morire, una missione che lo costringerà ad affrontare le sue peggiori paure.